# Txarrena
Txarrena ('Lo peor', en euskera) fue un grupo de música rock formado en Pamplona (Navarra) a finales de la década de 1980 por el músico Enrique Villarreal El Drogas. Su discografía se compone de dos álbumes de estudio y un recopilatorio en directo.

## Historia
Txarrena surgió a principios de los años 1990 impulsado por El Drogas, que lo concibe como un proyecto paralelo a su formación principal Barricada.
En 1992 editaron su primer álbum, Txarrena, del que se vendieron más de 43.000 copias, y posteriormente la formación originaria se disolvió al no poder compaginar su actividad con los compromisos adquiridos en Barricada.
Tras un paréntesis de 19 años, El Drogas retomó el proyecto de Txarrena, al que se unieron los músicos Brigi Duque (batería), proveniente de Koma, Eugenio Aristu Flako (bajo) y Txus Maraví (guitarra), ambos de La lengua de trapo. Juntos grabaron el álbum Azulejo frío, que salió al mercado en febrero de 2011.
En mayo de 2012 fue reeditado su primer disco en un álbum especial que incluía el CD en acústico Libros prestados y el libro El ojo de la aguja con catorce escritos que ya fueron publicados anteriormente en el periódico Gara.
En septiembre de ese mismo año la banda se transformaría en El Drogas, tomando el nombre de su líder, para poder desarrollar sus nuevos proyectos musicales y retomar viejas canciones compuestas para La venganza de la abuela y Barricada, una vez consumada su salida definitiva de la misma.

## Discografía
- Txarrena. Mercury Records, 1992.
- Azulejo frío. Maldito Records, 2011.
- Con nocturnidad y alevosía (DVD+CD en directo). Maldito Records, 2011.
- 20 Aniversario + Libros prestados (2 CD: Reedición del primer álbum + Acústico de «El Drogas»). Maldito Records, 2012.

## Miembros

### Formación original
- Enrique Villarreal El Drogas: Voz
- Juanjo Ojeta: Guitarra
- Txema Arteta: Guitarra
- Luis Chaves Piti: Bajo
- José Landa: Batería

### Formación 2011-2012
- Enrique Villarreal El Drogas: Voz
- Brigi Duque: Batería
- Eugenio Aristu Flako: Bajo y coros
- Txus Maraví: Guitarra